# The Past Didn't Go Anywhere
The Past Didn't Go Anywhere és un àlbum de la cantant i compositora Ani DiFranco i del cantant folk nord-americà Utah Phillips, publicat al 1996.
L’àlbum està basat en histories que Phillips explicava per introduir les cançons en els seus concerts. DiFranco va fer una selecció, els va afegir música i en dues d’elles veus de fons.
Aquesta va ser la primera de les dues col·laboracions que van realitzar DiFranco i Phillips. La va seguir Fellow Workers, publicat tres anys més tard (1999).

## Llista de cançons
Totes les cançons foren escrites i compostes per Ani DiFranco i Utah Phillips. 
| Núm. | Títol                     | Durada |
| ---- | ------------------------- | ------ |
| 1.   | «Bridges»                 | 8:00   |
| 2.   | «Nevada City, California» | 6:41   |
| 3.   | «Korea»                   | 8:31   |
| 4.   | «Anarchy»                 | 6:27   |
| 5.   | «Candidacy»               | 1:45   |
| 6.   | «Bum On The Rod»          | 4:17   |
| 7.   | «Enormously Wealthy»      | 0:43   |
| 8.   | «Mess With People»        | 6:43   |
| 9.   | «Natural Resources»       | 2:30   |
| 10.  | «Heroes»                  | 1:08   |
| 11.  | «Half A Ghost Town»       | 4:21   |
| 12.  | «Holding On»              | 6:12   |

## Personal
- Utah Phillips - veu
- Ani DiFranco - guitarra acústica, guitarra elèctrica, tenor guitar, steel guitar, baix, orgue Hammond, piano Wurlitzer, percussió, veu de fons
- Darcie Deaville - violí a «Nevada City, California»
- Rev. Jesse Jackson - veu de fons a «Anarchy»
- Gen. Douglas MacArthur - introducció a «Korea»

### Producció
- Producció - Ani DiFranco
- Enginyeria - Marty Lester, Mark Hallman
- Mescla - Ani DiFranco
- Masterització - Chris Bellman
- Disseny - Ani DiFranco, Blair Woods
- Fotografia - Peter Figen, Armstrong Roberts